# Anaya pustulata
Anaya pustulata är en insektsart som först beskrevs av Walker 1858.  Anaya pustulata ingår i släktet Anaya och familjen Flatidae. Inga underarter finns listade i Catalogue of Life.